# Dryops costae
Dryops costae is een keversoort uit de familie ruighaarkevers (Dryopidae). De wetenschappelijke naam van de soort werd in 1891 gepubliceerd door Von Heyden.